# اس‌ام یوسی-۹۵
اس‌ام یوسی-۹۵ (به انگلیسی: SM UC-95) یک زیردریایی است که طول آن ۱۸۵ فوت ۵ اینچ (۵۶٫۵۲ متر) می‌باشد. این زیردریایی در سال ۱۹۱۸ ساخته شد.